# Алзнер, Карл
Карл А́лзнер (англ. Karl Alzner; 24 сентября 1988, Бернаби, Британская Колумбия, Канада) — канадский хоккеист, защитник.

## Карьера

### Ранние годы
Алзнер начал играть в хоккей в сезоне 2002/03 за местную команду родного города Бернаби. На следующий сезон Карл отметился в Тихоокеанской юниорской хоккейной лиге в составе «Ричмонд Соккейз», после чего был приглашен в клуб Западной хоккейной лиги (WHL) «Калгари Хитмен», в котором провёл пять лет. За время выступлений за «Калгари Хитмен» вызывался в национальные молодёжные сборные Канады.

### Клубная карьера
В 2007 году Карл принял участие в Матче всех звёзд Канадской хоккейной лиги (CHL). В 2008 году был признан Лучшим защитником года в Канадской хоккейной лиге. В том же году получил призы «Билл Хантер Мемориал Трофи» как лучший защитник Западной хоккейной лиги и «Фоур Бронкос Мемориал Трофи» как лучший хоккеист Западной хоккейной лиги.
Был выбран «Вашингтон Кэпиталз» на драфте НХЛ 2007 года в первом раунде под общим пятым номером, после чего начал выступать за фарм-клуб «Херши Беарс», а позже дебютировал и в НХЛ.
С «Херши Беарс» Алзнер дважды становился обладателем Кубка Колдера — в 2009 и 2010 гг.
С сезона 2010/11 играл в основном составе «Вашингтон Кэпиталз», не пропустив ни одного матча регулярных чемпионатов за 7 сезонов.
Летом 2013 года клуб заключил новый четырёхлетний контракт с защитником на $ 11,2 млн ($ 2,8 млн в год).
По окончании контракта покинул «Вашингтон» в качестве неограниченно свободного агента и подписал 5-летний контракт на $ 25,125 млн с «Монреаль Канадиенс». В составе «Монреаля» провёл ещё один полный сезон 2017/18, доведя свою серию до 622 сыгранных подряд матчей. В начале следующего сезона получил травму и 27 ноября 2018 был помещён на драфт отказов, откуда его никто не забрал. После этого Алзнер выступал в АХЛ за «Лаваль Рокет». В сезоне
2019/20 провёл ещё 4 матча за «Канадиенс». 6 октября 2020 клуб выставил Алзнера на безусловный драфт отказов с целью выкупа его контракта.

### Международная карьера
В 2004 году впервые был вызван в национальную команду — в состав Тихоокеанской сборной Канады — на Чемпионат мира среди юниоров до 17 лет, в составе которой провёл 6 матчей и отметился одной результативной передачей. Со сборной завоевал серебряные медали турнира.
В 2006 году был вызван в сборную на Чемпионат мира среди юниоров до 20 лет, в составе которой провёл 6 матчей и отметился одной результативной передачей. Завоевал со сборной золотые медали первенства.
В 2007 году вновь был вызван на Чемпионат мира среди юниоров до 20 лет, в составе которой провёл 7 матчей и отметился одним голом и одной результативной передачей. В сборной выступал с нашивкой капитана. Сборная повторила свой успех, вновь выиграв мировое первенство.

## Статистика
| Легенда | Легенда                    | Легенда | Легенда                   | Легенда | Легенда    |
| ------- | -------------------------- | ------- | ------------------------- | ------- | ---------- |
| И       | Количество проведённых игр | Штр     | Штрафное время            | +/−     | Плюс-минус |
| Г       | Голы                       | П       | Голевые передачи          | О       | Очки       |
| -       | Статистика неизвестна      | —       | Статистика не учитывалась |         |            |

## Достижения

### Командные
Юниорская карьера
| Год  | Команда         | Достижение                       | Достижение |
| ---- | --------------- | -------------------------------- | ---------- |
| 2004 | Ричмонд Соккейз | Чемпион PIJHL                    |            |
| 2004 | Ричмонд Соккейз | Обладатель Кубка Циклона Тэйлора |            |

АХЛ
| Год        | Команда    | Достижение                   | Достижение |
| ---------- | ---------- | ---------------------------- | ---------- |
| 2009, 2010 | Херши Бэрс | Обладатель Кубка Колдера (2) |            |

Международные
| Год        | Команда       | Достижение                                 | Достижение |
| ---------- | ------------- | ------------------------------------------ | ---------- |
| 2007, 2008 | Канада (мол.) | Победитель молодёжного чемпионата мира (2) |            |
| 2007       | Канада (мол.) | Победитель Суперсерии                      |            |

### Личные
Юниорская карьера
| Год  | Команда        | Достижение                                                       | Достижение |
| ---- | -------------- | ---------------------------------------------------------------- | ---------- |
| 2007 | Калгари Хитмен | Участник Матча всех звёзд CHL                                    |            |
| 2007 | Калгари Хитмен | Попадание во вторую Сборную всех звёзд CHL                       |            |
| 2007 | Калгари Хитмен | Попадание во вторую Сборную всех звёзд Восточной конференции WHL |            |
| 2008 | Калгари Хитмен | Попадание в первую Сборную всех звёзд CHL                        |            |
| 2008 | Калгари Хитмен | Попадание в первую Сборную всех звёзд Восточной конференции WHL  |            |
| 2008 | Калгари Хитмен | Лучший защитник года CHL                                         |            |
| 2008 | Калгари Хитмен | Обладатель «Билл Хантер Мемориал Трофи»                          |            |
| 2008 | Калгари Хитмен | Обладатель «Фоур Бронкос Мемориал Трофи»                         |            |

## Комментарии
1. ↑  Приз, вручаемый победителю чемпионата Британской Колумбии в юниорском классе B

1. ↑  "Монреаль" выставил Алзнера на драфт отказов